# 黑龍江將軍

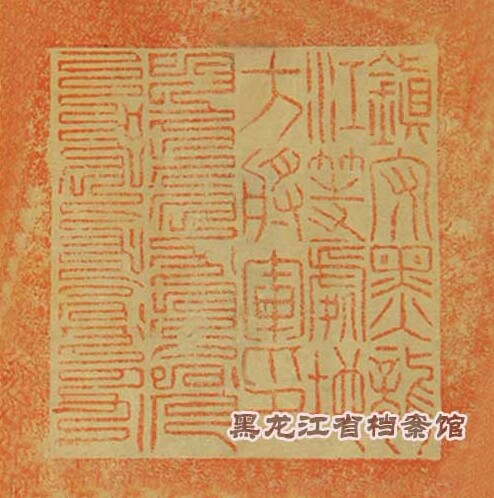
鎮守黑龍江等處地方將軍印

黑龍江將軍（穆麟德轉寫：sahaliyan ula i jianggiyūn），全稱鎮守黑龍江等處地方將軍（穆麟德轉寫：sahaliyan ula i jergi babe tuwakiyara jiyanggiyūn），清代駐防將軍之一，黑龍江地區最高官員。
康熙二十二年（1683年），在抵抗俄羅斯沙皇國对满洲入侵的背景下設立，薩布素是首任黑龍江將軍。官階為正一品。乾隆三十二年（1767年）改為從一品。辖区在道光年间，已习称黑龙江省:19。光緒三十三年（1907年），清政府行東北新政，正式設黑龍江省，裁撤黑龍江將軍。最後一任的黑龍江將軍程德全改署黑龍江巡撫。除程德全是漢人外，黑龍江將軍一職都由清朝宗室、旗人擔任。

## 將軍衙門
黑龍江將軍是清政府設於邊疆地區的最高官員，直接對皇帝負責。與清廷設於內地的駐防將軍不同，黑龍江將軍除了管理軍政、旗務以外，還兼管地方民政、民刑等事宜。黑龍江將軍統管八旗駐防、水師營、火器營、打牲總管衙門、八旗官學等。民事上設有印房、銀庫、刑司、戶司、兵司、工司等機構辦事。

## 駐地
康熙二十二年（1683年），初置黑龍江將軍，寧古塔副都統薩布素升任，駐黑龍江東岸的璦琿舊城。康熙二十三年（1684年），薩布素移駐黑龍江西岸的璦琿新城（黑龍江城）。康熙二十九年（1690年），移駐墨尔根城（今嫩江市嫩江镇）。康熙三十八年（1699年），薩布素復自墨尔根城移駐齐齐哈尔城。此後二百多年，黑龍江將軍府一直設於齊齊哈爾。

## 轄區
黑龍江將軍轄區東至額爾白克河二千二百里寧古塔界，西至喀爾喀九百餘里车臣汗界，南至松花江五百里寧古塔界，北至外興安嶺三千三百餘里俄羅斯界，西南至盛京一千八百餘里，又西南至北京三千三百餘里。
黑龍江將軍曾轄有齊齊哈爾、黑龍江、墨爾根、呼蘭、呼倫貝爾、布特哈、通肯7名副都統和1名興安城總管。同治以後，黑龍江將軍轄區內各副都統陸續取消，改以道、府、廳、州、縣等地方行政單位取代。
雍正年间，官方文件即提及东三省，“塔尔岱着授为黑龙江将军，统领军营东三省兵丁。”道光年间奏折中，出现黑龙江省的名称。光绪三十三年（1907年），东三省各省正式建省，设置黑龙江巡抚，是谓黑龙江省:19。
| 黑龙江将军行政区划图（1820年）                                |
| 呼伦贝尔 · 副都统 墨尔根 · 副都统 黑龙江副都统 齐齐哈尔副都统 |

## 歷任黑龍江將軍

### 康熙朝
| 姓名   | 任命時間                   | 卸任時間                 | 卸任原因       | 備註     |
| 薩布素 | 康熙二十二年（1683）十月   | 康熙四十年（1701）二月   | 革             |          |
| 沙納海 | 康熙四十年（1701）二月     | 康熙四十二年（1703）七月 | 休致           |          |
| 博定   | 康熙四十二年（1703）八月   | 康熙四十七年（1708）九月 | 改領侍衛內大臣 |          |
| 發度   | 康熙四十七年（1708）十一月 | 康熙四十八年（1709）二月 | 革             |          |
| 楊福   | 康熙四十八年（1709）二月   | 康熙五十四年（1715）五月 | 卒             | 三官保署 |
| 托留   | 康熙五十五年（1716）十月   | 康熙五十九年（1720）二月 | 卒             | 巴賽署   |
| 陳泰   | 康熙五十九年（1720）二月   | 雍正四年（1726）二月     | 召回北京       |          |

### 雍正朝
| 姓名         | 任命時間                 | 卸任時間               | 卸任原因     | 備註                         |
| 傅爾丹       | 雍正四年（1726）二月     | 雍正五年（1727）十二月 | 召回北京     |                              |
| 那蘇圖       | 雍正五年（1727）十二月   | 雍正八年（1730）正月   | 調盛京將軍   |                              |
| 卓爾海       | 雍正八年（1730）正月     | 雍正十年（1732）九月   | 授內大臣     | 仍署黑龍江將軍               |
| 塔爾岱       | 雍正十年（1732）九月     | 雍正十一年（1733）五月 | 授靖邊右將軍 |                              |
| 卓爾海（署） | 雍正十一年（1733）四月   | 雍正十三年（1735）正月 | 辦副都統事   | 那蘇圖署                     |
| 塔爾岱       | 雍正十三年（1735）三月   |                        |              | 回任，給病假一年，仍那蘇圖署 |
| 吳札布       | 雍正十三年（1735）十二月 | 乾隆元年（1736）       |              |                              |

### 乾隆朝
| 姓名              | 任命時間                   | 卸任時間                   | 卸任原因                               | 備註 |
| 額爾圖            | 乾隆元年（1736）十一月     | 乾隆三年（1738）五月       | 調盛京將軍                             |      |
| 博第              | 乾隆三年（1738）五月       | 乾隆八年（1743）九月       | 調吉林將軍                             |      |
| 傅森              | 乾隆八年（1743）九月       | 乾隆十四年（1749）三月     | 改西安將軍                             |      |
| 傅爾丹            | 乾隆十四年（1749）三月     | 乾隆十七年（1752）二月     | 卒                                     |      |
| 綽爾多 （綽勒多） | 乾隆十七年（1752）十二月   | 乾隆十九年（1754）         |                                        |      |
| 清保              | 乾隆十九年（1754）五月     | 乾隆十九年（1754）六月     | 署盛京將軍                             |      |
| 達勒當阿（署）    | 乾隆十九年（1754）八月     | 乾隆二十年（1755）五月     | 回吏部尚書任                           |      |
| 綽勒多（署）      | 乾隆二十年（1755）五月     | 乾隆二十年（1755）七月     | 改荊州將軍                             |      |
| 達色              | 乾隆二十年（1755）七月     | 乾隆二十一年（1756）八月   | 改正紅旗蒙都統                         |      |
| 綽勒多            | 乾隆二十一年（1756）八月   | 乾隆二十七年（1762）八月   | 卒                                     |      |
| 圖多歡            | 乾隆二十七年（1762）       | 乾隆二十八年（1763）十二月 | 召回北京                               |      |
| 富僧阿            | 乾隆二十八年（1763）十二月 | 乾隆三十三年（1768）九月   | 改西安將軍                             |      |
| 傅玉              | 乾隆三十三年（1768）九月   | 乾隆三十五年（1770）七月   | 召回北京，任鑲紅旗都統，十月授荊州將軍 |      |
| 增海              | 乾隆三十五年（1770）七月   | 乾隆三十七年（1772）六月   | 改盛京將軍                             |      |
| 傅玉              | 乾隆三十七年（1772）六月   | 乾隆四十四年（1779）八月   | 召回北京，十一月授杭州將軍             |      |
| 永瑋              | 乾隆四十四年（1779）八月   | 乾隆四十七年（1782）八月   | 改吉林將軍                             |      |
| 恆秀              | 乾隆四十七年（1782）八月   | 乾隆五十三年（1787）十月   | 改吉林將軍                             |      |
| 琳寧              | 乾隆五十三年（1787）十月   | 乾隆五十四年（1789）四月   | 改吉林將軍                             |      |
| 都爾嘉            | 乾隆五十四年（1789）四月   | 乾隆五十六年（1791）十二月 | 召回北京                               |      |
| 明亮              | 乾隆五十六年（1791）十二月 | 乾隆五十九年（1794）十二月 | 改伊犁將軍                             |      |
| 舒亮              | 乾隆五十九年（1794）十二月 | 乾隆六十年（1795）九月     | 革                                     |      |
| 永琨              | 乾隆六十年（1795）九月     | 嘉慶二年（1797）五月       | 調烏里雅蘇台將軍                       |      |

### 嘉慶朝
| 姓名     | 任命時間                   | 卸任時間                   | 卸任原因         | 備註     |
| 博勒伯克 | 嘉慶二年（1797）五月       | 嘉慶三年（1798）二月       | 病免             |          |
| 那奇泰   | 嘉慶三年（1798）二月       | 嘉慶五年（1800）正月       | 降               |          |
| 景熠     | 嘉慶五年（1800）正月       | 嘉慶六年（1801）二月       | 革               | 恆博署   |
| 那奇泰   | 嘉慶六年（1801）二月       | 嘉慶八年（1803）十二月     | 革               |          |
| 觀明     | 嘉慶八年（1803）十二月     | 嘉慶十四年（1809）三月     | 調烏里雅蘇台將軍 |          |
| 斌靜     | 嘉慶十四年（1809）三月     | 嘉慶十八年（1813）四月     | 解               |          |
| 富俊     | 嘉慶十八年（1813）四月     | 嘉慶十九年（1814）二月     | 調吉林將軍       |          |
| 特依順保 | 嘉慶十九年（1814）二月     | 嘉慶二十三年（1818）十一月 | 調烏里雅蘇台將軍 |          |
| 松寧     | 嘉慶二十三年（1818）十一月 | 嘉慶二十五年（1820）四月   | 調盛京將軍       | 春盛保署 |
| 奕顥     | 嘉慶二十五年（1820）四月   | 道光二年（1822）正月       | 調烏里雅蘇台將軍 |          |

### 道光朝
| 姓名          | 任命時間                   | 卸任時間                   | 卸任原因     | 備註               |
| 松箖 （松寧） | 道光二年（1822）正月       | 道光二年（1822）六月       | 調吉林將軍   |                    |
| 德英阿        | 道光二年（1822）六月       | 道光二年（1822）十二月     | 調綏遠城將軍 |                    |
| 祿成          | 道光二年（1822）十二月     | 道光八年（1828）四月       | 解           |                    |
| 果齊斯歡      | 道光八年（1828）四月       | 道光八年（1828）九月       | 卒           |                    |
| 特依順保      | 道光八年（1828）九月       | 道光十年（1830）三月       | 調寧夏將軍   | 伊勒通額護，裕英署 |
| 富僧德        | 道光十年（1830）三月       | 道光十四年（1834）十二月   | 調西安將軍   |                    |
| 奕經          | 道光十四年（1834）十二月   | 道光十五年（1835）正月     | 調盛京將軍   |                    |
| 保昌          | 道光十五年（1835）正月     | 道光十五年（1835）二月     | 調吉林將軍   | 奇明保暫署         |
| 祥康          | 道光十五年（1835）二月     | 道光十五年（1835）閏六月   | 調吉林將軍   | 奇明保署           |
| 哈豐阿        | 道光十五年（1835）閏六月   | 道光十九年（1839）九月     | 調廣州將軍   |                    |
| 棍楚克策楞    | 道光十九年（1839）九月     | 道光二十七年（1847）十一月 | 卒           |                    |
| 英隆          | 道光二十七年（1847）十一月 | 咸豐四年（1854）二月       | 調盛京將軍   |                    |

### 咸豐朝
| 姓名   | 任命時間               | 卸任時間               | 卸任原因                     | 備註                                                                    |
| 奕格   | 咸豐四年（1854）二月   | 咸豐五年（1855）十二月 | 病免                         |                                                                         |
| 奕山   | 咸豐五年（1855）十二月 | 咸豐九年（1859）八月   | 五月革職留任。八月召回北京。 | 因與俄羅斯帝國東西伯利亞總督尼古拉·穆拉維約夫簽署璦琿條約而遭革職留任。 |
| 特普欽 | 咸豐九年（1859）八月   | 同治六年（1867）十月   | 病免                         |                                                                         |

### 同治朝
| 姓名 | 任命時間               | 卸任時間               | 卸任原因     | 備註                                                                                |
| 德英 | 同治六年（1867）十月   | 同治十三年（1874）正月 | 卒           | 同治十年五月，德英丁憂，托克湍署。德英旋回任。 同治十三年正月，德英卒，依克唐阿護。 |
| 豐紳 | 同治十三年（1874）正月 | 光緒五年（1879）十一月 | 調綏遠城將軍 |                                                                                     |

### 光緒朝
| 姓名         | 任命時間                   | 卸任時間                   | 卸任原因                     | 備註 |
| 希元         | 光緒五年（1879）十一月     | 光緒六年（1880）三月       | 二月召回北京，三月改江寧將軍 | 定安二月署，三月實授                                                                                         |
| 定安         | 光緒六年（1880）三月       | 光緒七年（1881）十二月     | 病免                         | |
| 文緒         | 光緒七年（1881）十二月     | 光緒十二年（1886）五月     | 病免                         | 祿彭護 |
| 恭鏜         | 光緒十二年（1886）五月     | 光緒十五年（1889）正月     | 調杭州將軍                   | |
| 依克唐阿     | 光緒十五年（1889）正月     | 光緒二十年（1894）十月     | 七月出師，十月革             | 甲午戰爭爆發。依克唐阿出師奉天，增祺署                                                                       |
| 恩澤         | 光緒二十年（1894）十月     | 光緒二十五年（1899）十二月 | 病解旋卒                     | |
| 壽山（署）   | 光緒二十五年（1899）十二月 | 光緒二十六年（1900）八月   | 被殺                         | 義和團之亂爆發。清廷向俄國等十一國宣戰，俄軍進攻齊齊哈爾時壽山战败，退至杜尔伯特境内龙虎泡，被部下叛将所害。 |
| 延茂         | 光緒二十六年（1900）八月   |                            | 自殺                         | 延茂未曾就任，八國聯軍攻陷北京後自殺                                                                         |
| 綽布哈       | 光緒二十六年（1900）九月   | 光緒二十八年（1902）六月   | 改鑲黃旗蒙都統               | 綽布哈一直未到任，薩保署                                                                                     |
| 薩保（署）   | 光緒二十八年（1902）六月   | 光緒三十年（1904）四月     | 卸職                         | |
| 達桂（署）   | 光緒三十年（1904）四月     | 光緒三十一年（1905）四月   | 召回北京                     | |
| 程德全（署） | 光緒三十一年（1905）四月   | 光緒三十三年（1907）三月   | 黑龍江設省，黑龍江將軍裁撤   | 程德全改署黑龍江巡撫                                                                                         |

### 引用
1. ↑  《尼布楚条约》
2. 1 2  侯杨方. . 《中国历史地理论丛》 (陕西省西安市: 陕西师范大学). 2010, (2010年第3期): 17–28. ISSN 1001-5205. （原始内容存档于2020-07-20） （简体中文）.
3. 1 2  黑龙江将军府 有望回归原址[永久] 2009年2月17日《鹤城晚报》
4. ↑  .   [2010-06-19]. （原始内容存档于2010-06-28）.
5. ↑  劉謹之、阿桂：欽定盛京通志·卷六
6. ↑  黑龙江省政区的形成 （页面存档备份，存于） 黑龙江政府网站